# François-Xavier Bustillo
François-Xavier Bustillo OFMConv (Pamplona, 23. studenog 1968.) francuski je katolički prelat španjolskog podrijetla koji je od 2021. biskup Ajaccia na Korzici. Franjevcima konventualcima pridružio se 1980-ih, a otkad je postao svećenik, cijelu je karijeru proveo u Francuskoj.
Dana 29. kolovoza 2024. Bustillo je proglašen vitezom (chevalierom) francuske Legije časti.